# Himalayacalamus hookerianus
Himalayacalamus hookerianus är en gräsart som först beskrevs av William Munro, och fick sitt nu gällande namn av Christopher Mark Adrian Stapleton. Himalayacalamus hookerianus ingår i släktet Himalayacalamus och familjen gräs. Inga underarter finns listade i Catalogue of Life.